# Auto Avion Maratuech
Pour les articles homonymes, voir Maratuech.
L'Auto Avion ou Maratuech est un prototype concept car français de cyclecar de 1925.   

## Histoire
Ce prototype original unique de cyclecar est créé entre 1922 et 1925 par le carrossier-mécanicien-inventeur Fernand Maratuech (1894-1966), du Lot dans le Sud-Ouest, avec un design de voiture-avion monoplace à fuselage monocoque sans aile, suspension indépendante, transmission par chaîne, boîte de vitesses, intérieur cuir, et volant de Citroën B14,,. 

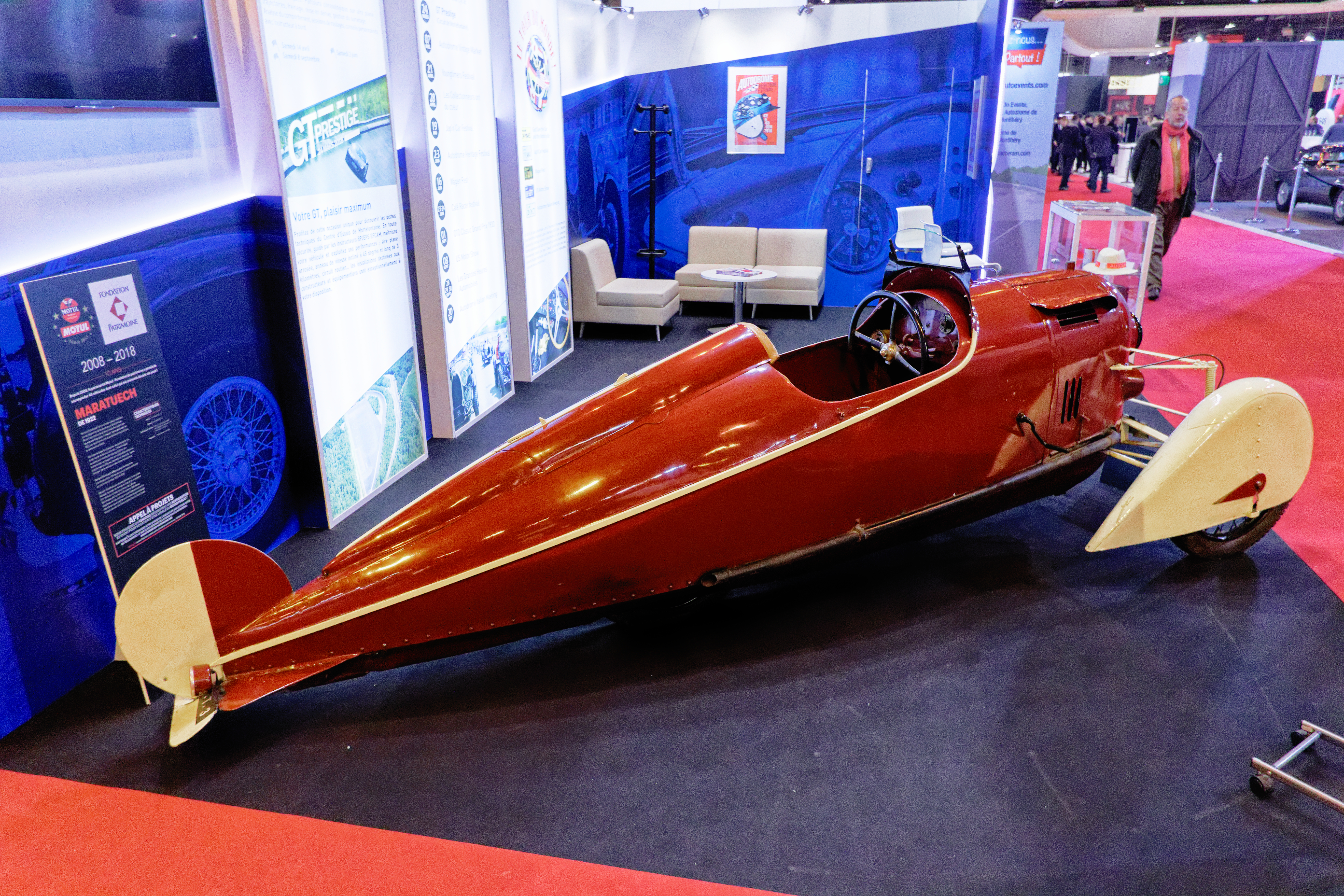
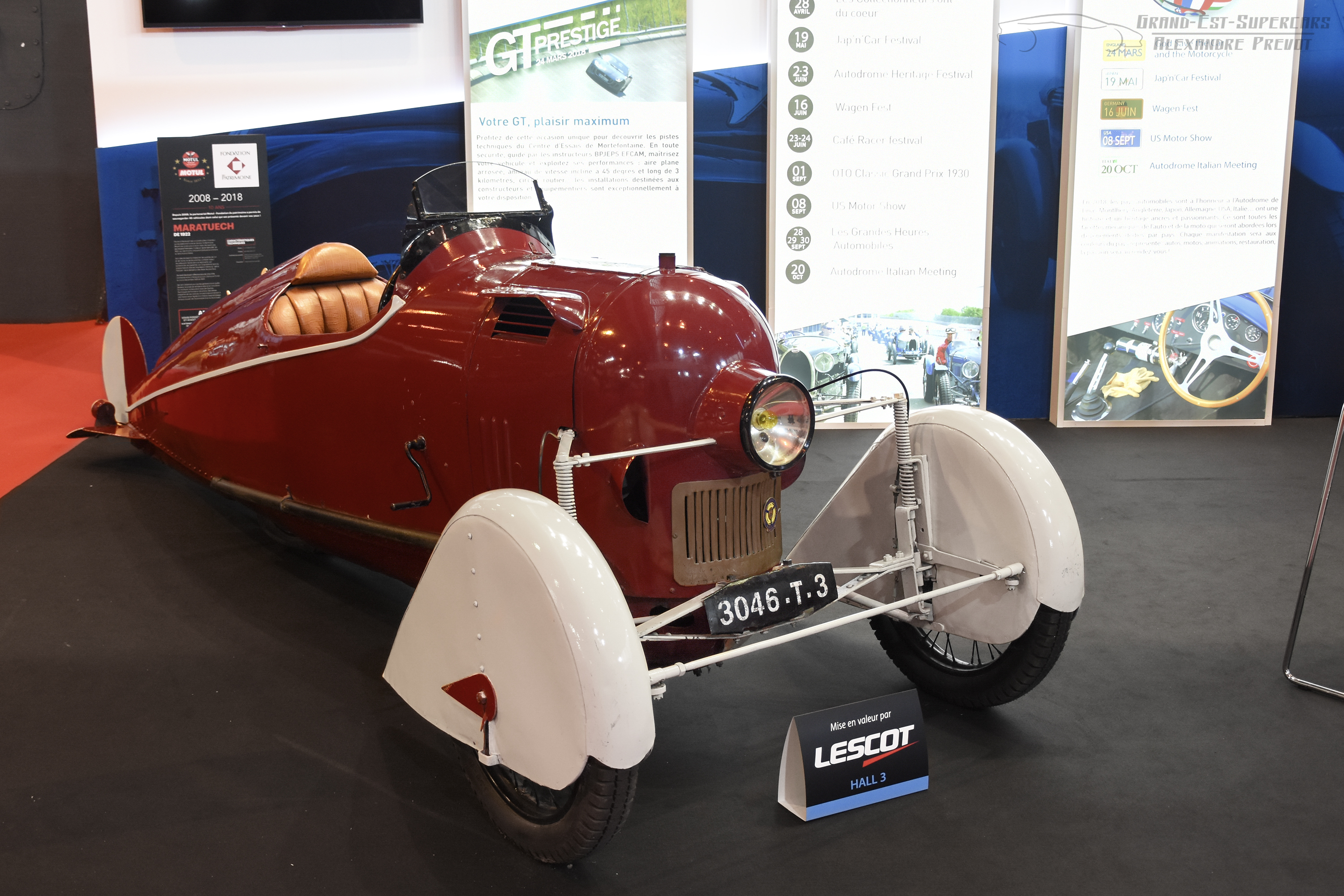

Le véhicule est motorisé par un moteur monocylindre De Dion, puis par un moteur-boite de moto BSA de 250 cm³ de 4,5 ch pour une vitesse de pointe d'environ 80 km/h. 
Fernand Maratuech parcours avec durant sa vie plusieurs milliers de km personnels quotidiens sur les routes de son Lot-et-Garonne natal.
Sa veuve fait don de cette voiture en 1979 à l’Automobile Club du Sud-Ouest. Un amateur de voiture de collection restaure cette « trouvaille de grange » en 2012, avec la publication cette même année d'un ouvrage sur ce sujet, avant de l'exposer dans divers expositions de voitures de collection, dont le Rétromobile 2018 de Paris,,. 